# Cẩm Minh
Cẩm Minh là một xã thuộc huyện Cẩm Xuyên, tỉnh Hà Tĩnh, Việt Nam.

## Địa lý
Xã Cẩm Minh có diện tích 28,68 km², dân số năm 1999 là 4.089 người, mật độ dân số đạt 143 người/km².

## Lịch sử
Ngày 17 tháng 7 năm 2019, HĐND tỉnh Hà Tĩnh ban hành Nghị quyết số 157/NQ-HĐND về việc sáp nhập Thôn 6 vào Thôn 5.